# 新疆维吾尔自治区龟兹研究院
新疆维吾尔自治区龟兹研究院，位于新疆维吾尔自治区阿克苏地区拜城县克孜尔乡偏远山区的克孜尔千佛洞，是新疆维吾尔自治区文化厅唯一驻南疆的直属文博事业单位。

## 简介
1985年7月，新疆维吾尔自治区龟兹石窟研究所成立。2009年4月25日，该研究所更名为新疆维吾尔自治区龟兹研究院。2010年，正式更名挂牌。该研究院是新疆维吾尔自治区文化厅、新疆维吾尔自治区文物局唯一驻南疆的直属文博事业单位，负责对古龟兹地区9处全国重点文物保护单位，共600余个佛教石窟近2万平米壁画进行科学保护、管理和研究。其管理的9处全国重点文物保护单位是：拜城县3处：克孜尔石窟、台台尔石窟、温巴什石窟；库车县5处：库木吐喇石窟、克孜尔尕哈石窟、森木塞姆石窟、玛扎伯哈石窟、阿艾石窟；新和县1处：托乎克拉艾肯石窟。
2011年8月8日，新疆龟兹石窟保护与研究国际学术研讨会在新疆龟兹研究院开幕，新疆维吾尔自治区文化厅党组书记韩子勇出席并讲话，开幕式上举行了中国文化遗产研究院在新疆龟兹研究院设立的“古代壁画保护工程研究新疆工作站”签订合作协议仪式，新疆维吾尔自治区文化厅党组书记韩子勇与中国文化遗产研究院副院长柴晓明为中国文化遗产研究院古代壁画保护修复研究中心新疆工作站揭牌。
2011年，上海印刷集团旗下商务数码图像技术有限公司与新疆维吾尔自治区龟兹研究院合作开展龟兹洞窟数字化与还原保护工程项目。2015年，新疆龟兹研究院在上海设工作站，揭牌仪式由上海印刷集团党委书记陆炎主持，新疆维吾尔自治区文物局副局长申文涛与上海市新闻出版局副局长蔡纪万为工作站揭牌，同时新疆龟兹研究院院长徐永明同上海印刷集团总经理沈剑毅在揭牌仪式上签订双方新的战略合作协议。

## 历任领导
龟兹石窟研究所所长
- 霍旭初（？—？）[10]
- 盛春寿（？—？）[11]
- 陈世良（？—？）[12]
- 王卫东（？—？）[12]

龟兹研究院
| 院长 - 徐永明（？—） 名誉院长 - 冯其庸（？—2017年1月22日逝世） 副院长 - 张国领（2009年4月—？，党委书记兼） - 赵莉（2009年—？） - 徐永明（2010年—？） - 台来提·乌布力（？—） | 党委书记 - 张国领（2009年4月—？，后为新疆维吾尔自治区文物局副局长兼） |